# Stokkseyri
Stokkseyri est une localité islandaise de la municipalité de Árborg située au sud de l'île, dans la région de Suðurland. En 2011, le village comptait 445 habitants.

## Histoire
Le village a été fondé dans les années 900 apr. J.-C. par Hásteinn Atlason.